# Lirica a Trieste 1801-1810
Cronistoria delle rappresentazioni liriche a Trieste:
Periodo rappr.:

P = primavera

E = estate

A = autunno

I = inverno

CAR = carnevale-quaresima

| Opera                                     | Compositore                                | Periodo rappr. | Prima rappr. | Num. repliche |
| 1801                                      |                                            |                |              |               |
| Ginevra di Scozia                         | Johann Simon Mayr                          | P              | 21.04        | 20            |
| Annibale in Capua                         | Antonio Salieri                            | P              | 19.05        | 16            |
| Il Credulo                                | Domenico Cimarosa                          | A              |              |               |
| Chi la fa, chi la disfa e chi l'imbroglia | Valentino Fioravanti                       | A              |              |               |
| Fra i due litiganti il terzo gode         | Giuseppe Sarti                             | A              |              |               |
| La prova del melodramma                   | Franc. Cristiani                           | A              |              |               |
| Quanti casi in un sol giorno              | Vittorio Trento                            | A              |              |               |
| Teresa e Claudio                          | Giuseppe Farinelli                         | A              |              |               |
| Gli Zingari in Fiera                      | Giovanni Paisiello                         | A              |              |               |
|                                           |                                            |                |              |               |
| 1802                                      |                                            |                |              |               |
| Semiramide                                | Sebastiano Nasolini                        | P              | 19.04        |               |
| La pulcella di Rab                        | Giuseppe Farinelli                         | P              |              |               |
| Chi la fa, chi la disfa e chi l'imbroglia | Valentino Fioravanti                       | A              |              |               |
| Gli opposti caratteri                     | Sebastiano Nasolini                        | A              |              |               |
| Amor stravagante                          | Ferdinando Orlandi                         | CAR            |              |               |
| Ardano e Artula                           | Stefano Pavesi                             | CAR            |              |               |
| Camilla                                   | Ferdinando Paër                            | CAR            |              |               |
|                                           |                                            |                |              |               |
| 1803                                      |                                            |                |              |               |
| Lodoïska                                  | Johann Simon Mayr                          | P              |              |               |
| I tre fratelli ridicoli                   | Giuseppe Nicolini                          | CAR            |              |               |
| Raoul Barbableu                           | Niccolò Giuliani                           | CAR            |              |               |
|                                           |                                            |                |              |               |
| 1804                                      |                                            |                |              |               |
| Armiro e Daura                            | Niccolò Giuliani                           |                |              |               |
| Pamela nubile                             | Pietro Generali                            | CAR            |              |               |
|                                           |                                            |                |              |               |
| 1805                                      |                                            |                |              |               |
| Gli Orazi e i Curiazi                     | Domenico Cimarosa                          | P              |              |               |
| Ines de Castro                            | Nicola Antonio Zingarelli                  | P              | 15.04        |               |
|                                           |                                            |                |              |               |
| 1806                                      |                                            |                |              |               |
| Il filosofo                               | Marcos António Portugal e Niccolò Giuliani | CAR            |              |               |
|                                           |                                            |                |              |               |
| 1807                                      |                                            |                |              |               |
| Alonso e Cora                             | Johann Simon Mayr                          |                |              |               |
| Il trionfo di Emilia                      | Stefano Pavesi                             | P              |              |               |
| Il pittore parigino                       | Domenico Cimarosa                          | CAR            |              |               |
|                                           |                                            |                |              |               |
| 1808                                      |                                            |                |              |               |
| Merope                                    | Sebastiano Nasolini                        | P              |              |               |
| Gli Orazi e i Curiazi                     | Domenico Cimarosa                          | A              |              |               |
| Le finte rivali                           | Johann Simon Mayr                          | CAR            |              |               |
|                                           |                                            |                |              |               |
| 1809                                      |                                            |                |              |               |
| Traiano in Dacia                          | Giuseppe Nicolini                          | P              |              |               |
| La burla fortunata                        | Johann Simon Mayr (?)                      | A              | 12.10        |               |
| Il medico a suo dispetto                  | Francesco Gardi                            | A              |              |               |
| Riccardo o Il finto sordo e cieco         | Adolfo Bassi                               | CAR            |              |               |
| L'ingiusta critica alle donne             | Adolfo Bassi                               | CAR            |              |               |
|                                           |                                            |                |              |               |
| 1810                                      |                                            |                |              |               |
| L'avvertimento ai gelosi                  | Stefano Pavesi                             | P              |              |               |
| La moglie giudice del proprio marito      | Pietro Generali                            | P              | 12.05        |               |
| Amor coniugale                            | Johann Simon Mayr                          | E              |              |               |
| Il rivale di se stesso                    | Joseph Weigl                               | CAR            | 26.12        |               |
| Le cantatrici villane                     | Valentino Fioravanti                       | CAR            |              |               |
| Griselda                                  | Ferdinando Paër                            | CAR            |              |               |
| Il matrimonio segreto                     | Domenico Cimarosa                          | CAR            |              |               |
|                                           |                                            |                |              |               |